# Município de Sharon (condado de Franklin, Ohio)
O município de Sharon (em inglês: Sharon Township) é um município localizado no condado de Franklin no estado estadounidense de Ohio. No ano de 2010 tinha uma população de 15.969 habitantes e uma densidade populacional de 689,75 pessoas por km².

## Geografia
O município de Sharon encontra-se localizado nas coordenadas 40° 06′ 03″ N, 83° 00′ 48″ O. Segundo a Departamento do Censo dos Estados Unidos, o município tem uma superfície total de 23.15 km², da qual 22.76 km² correspondem a terra firme e (1.71%) 0.4 km² é água.

## Demografia
Segundo o censo de 2010, tinha 15.969 habitantes residindo no município de Sharon. A densidade populacional era de 689,75 hab./km². Dos 15.969 habitantes, o município de Sharon estava composto pelo 92.94% brancos, o 2.37% eram afroamericanos, o 0.05% eram amerindios, o 2.29% eram asiáticos, o 0.04% eram insulares do Pacífico, o 0.42% eram de outras raças e o 1.88% pertenciam a duas ou mais raças. Do total da população o 1.67% eram hispanos ou latinos de qualquer raça.